# Al-Hilal Sports Club
L'Al-Hilal Sports Club (ar. نادي النصر) è una società calcistica libica con sede nella città di Bengasi. Milita nella massima divisione del campionato libico.

## Storia
l'Al-Hilal ha partecipato alle edizioni 2001 e 2003 della Coppa delle Coppe d'Africa.

## Palmarès

### Competizioni nazionali
- Coppa di Libia: 1

2001-2002

### Altri piazzamenti
- Campionato libico:

Secondo posto: 1964-1965, 1999-2000
- Coppa di Libia:

Finalista: 1976–1977, 1997–1998, 2003–2004, 2016-2017, 2017-2018
- Supercoppa di Libia:

Finalista: 2017